# Fin kløver
Fin kløver (Trifolium dubium) er en enårig, 5-25 cm lang nedliggende plante i ærteblomst-familien. Arten er udbredt i Europa og Kaukasus. Fin kløver har gule blomster, der sidder i 8-12-blomstrede hoveder. I modsætning til gul kløver er blomstens fane næsten jævn og vingerne er tiltrykte.
I Danmark er fin kløver almindelig på overdrev, skrænter og vejkanter. Blomstringen sker mellem maj og august.